# Přemožitelka
Suay Samurai (thajsky  สวยซามูไร ; anglicky Vanquisher nebo Final Target) je thajský akční film z roku 2009. Režisérem filmu je Manop Udomdej. Hlavní role ve filmu ztvárnili Sophita Sriban, Kessarin Ektawatkul (Nui Ketsarin), Pete Thongchua a Jacqui A. Thananon (แจ๊กกี้ อภิธนานนท์).

## Obsazení
| Sophita Sriban                             | Gunja  |
| Nui Ketsarin                               | Sirin  |
| Pete Thongchua                             | Mazaru |
| Sarunyu Wongkrachang                       | Wayib  |
| Jacqueline Apithananon (แจ็คเกอลิน อภิธนานนท์) | Claire |
| Prapimporn Karnchanda                      | Runyao |